# Dunbar (Virgínia de l'Oest)
Dunbar és una població dels Estats Units a l'estat de Virgínia de l'Oest. Segons el cens del 2007 tenia 7.694 habitants.

## Demografia
Segons el cens del 2000, Dunbar tenia 8.154 habitants, 3.744 habitatges, i 2.167 famílies. La densitat de població era de 1.108,5 habitants per km².
Dels 3.744 habitatges en un 21,8% hi vivien nens de menys de 18 anys, en un 41,5% hi vivien parelles casades, en un 13,5% dones solteres, i en un 42,1% no eren unitats familiars. En el 37,8% dels habitatges hi vivien persones soles el 15,4% de les quals corresponia a persones de 65 anys o més que vivien soles. El nombre mitjà de persones vivint en cada habitatge era de 2,07 i el nombre mitjà de persones que vivien en cada família era de 2,72.
Per edats la població es repartia de la següent manera: un 18,1% tenia menys de 18 anys, un 10,3% entre 18 i 24, un 27,2% entre 25 i 44, un 23,2% de 45 a 60 i un 21,3% 65 anys o més.
L'edat mediana era de 41 anys. Per cada 100 dones de 18 o més anys hi havia 77 homes.
La renda mediana per habitatge era de 35.117$ i la renda mediana per família de 42.665$. Els homes tenien una renda mediana de 34.816$ mentre que les dones 24.184$. La renda per capita de la població era de 19.030$. Entorn del 13,2% de les famílies i el 15,3% de la població estaven per davall del llindar de pobresa.

## Poblacions properes
El següent diagrama mostra les poblacions més properes.